# Stipa gegarkunii
Stipa gegarkunii är en gräsart som beskrevs av Pavel Aleksandrovich Smirnov. Stipa gegarkunii ingår i släktet fjädergrässläktet, och familjen gräs. Inga underarter finns listade i Catalogue of Life.